# 2019 na Bulgária
Eventos que ocorreram no ano de 2019 na Bulgária

## Eventos
- 16 de fevereiro - Cerca de 2.000 ativistas de extrema direita de vários países europeus realizaram uma procissão à luz de tochas através de Sófia, em homenagem ao general e político Hristo Lukov. [1] [2]

### Esportes
- 4 a 10 de fevereiro - data programada para o torneio de tênis 2019 Sofia Open

- 8 a 10 de março - datas do início e fim do Campeonato Mundial de Patinação de Velocidade em Pista Curta 2019, realizado em Sófia . [3]

## Mortes

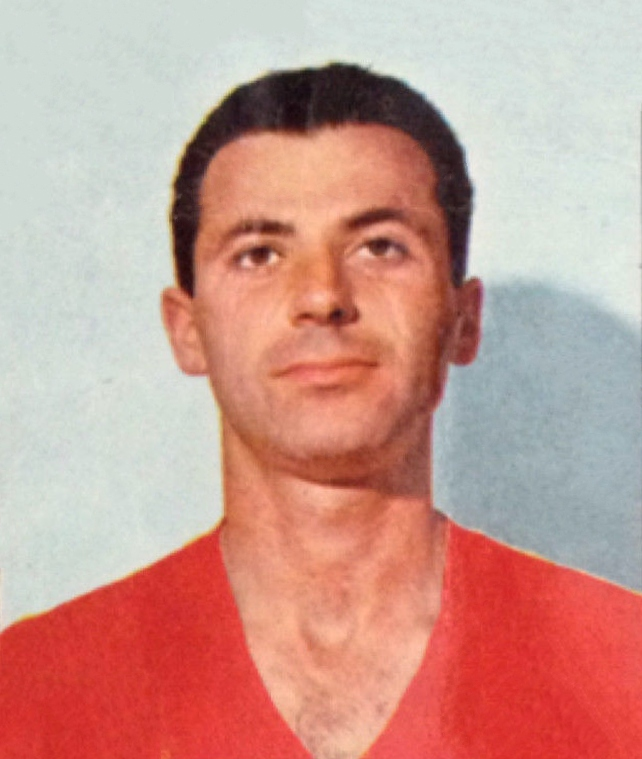
Ivan Dimitrov

- 1 de janeiro - Ivan Dimitrov, futebolista (n. 1935). [4]

- 18 de janeiro - Ivan Vutsov, futebolista (n. 1939). [5]

- 22 de janeiro - Kiril Petkov, lutador olímpico (n. 1933). [6]

- 22 de abril - Krasimir Bezinski, Futebolista (n. 1961). [7]